# MH-53 Pave Low
Elicopterul Sikorsky MH-53 Pave Low este o versiune a modelului Sikorsky CH-53 Sea Stallion este un elicopter militar de căutare/salvare pentru distanțe lungi produs de firma americană Sikorsky Aircraft Corporation.